# Conservatorio de San Pietro a Maiella
El Conservatorio de San Pietro a Maiella es un conservatorio de música en Nápoles. Su sede está en el centro de la ciudad, en el convento de los Celestinos, adjunto a la iglesia de San Pietro a Maiella (Via San Pietro a Majella 35).

## Historia

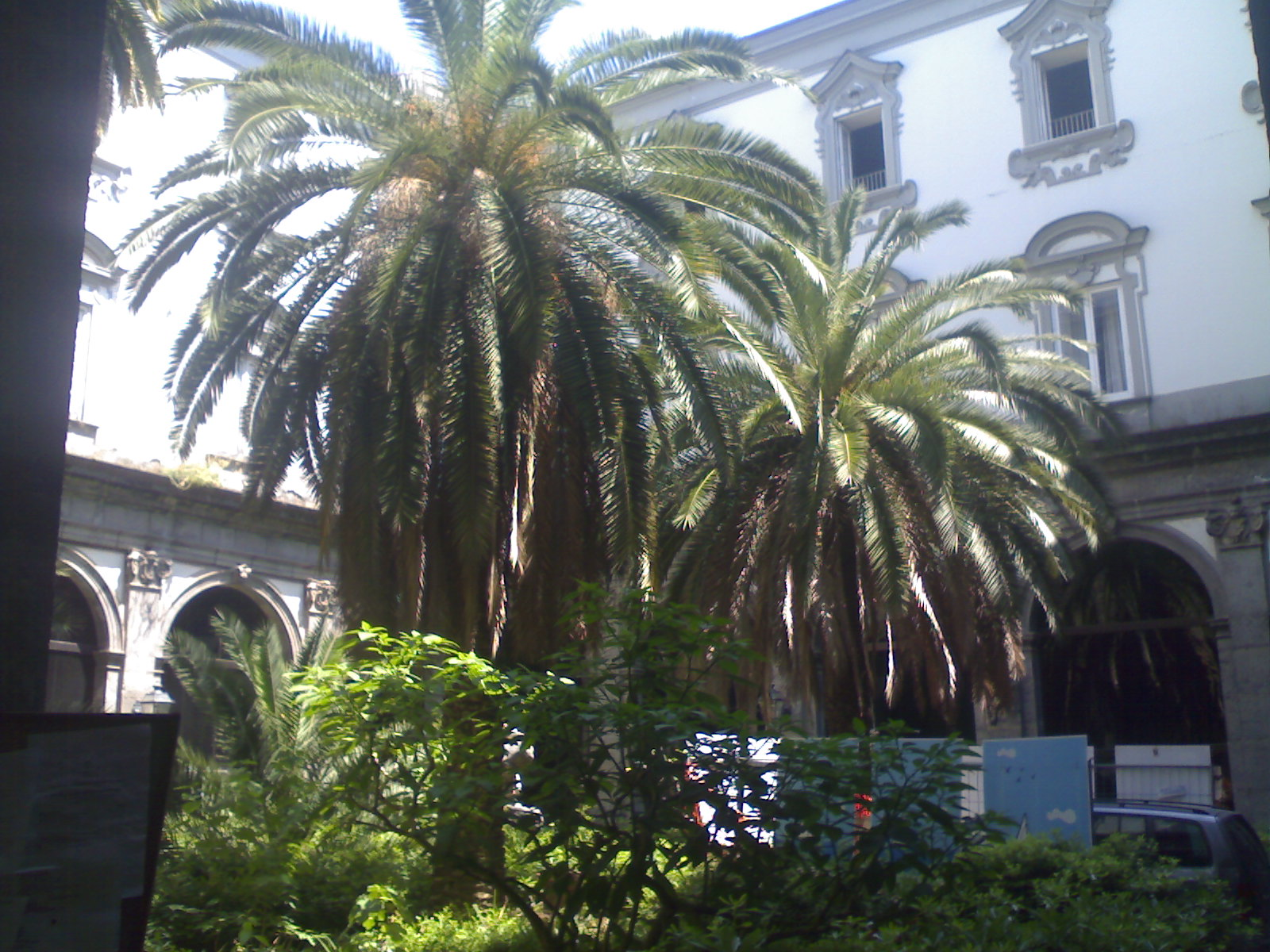
Claustro mayor.

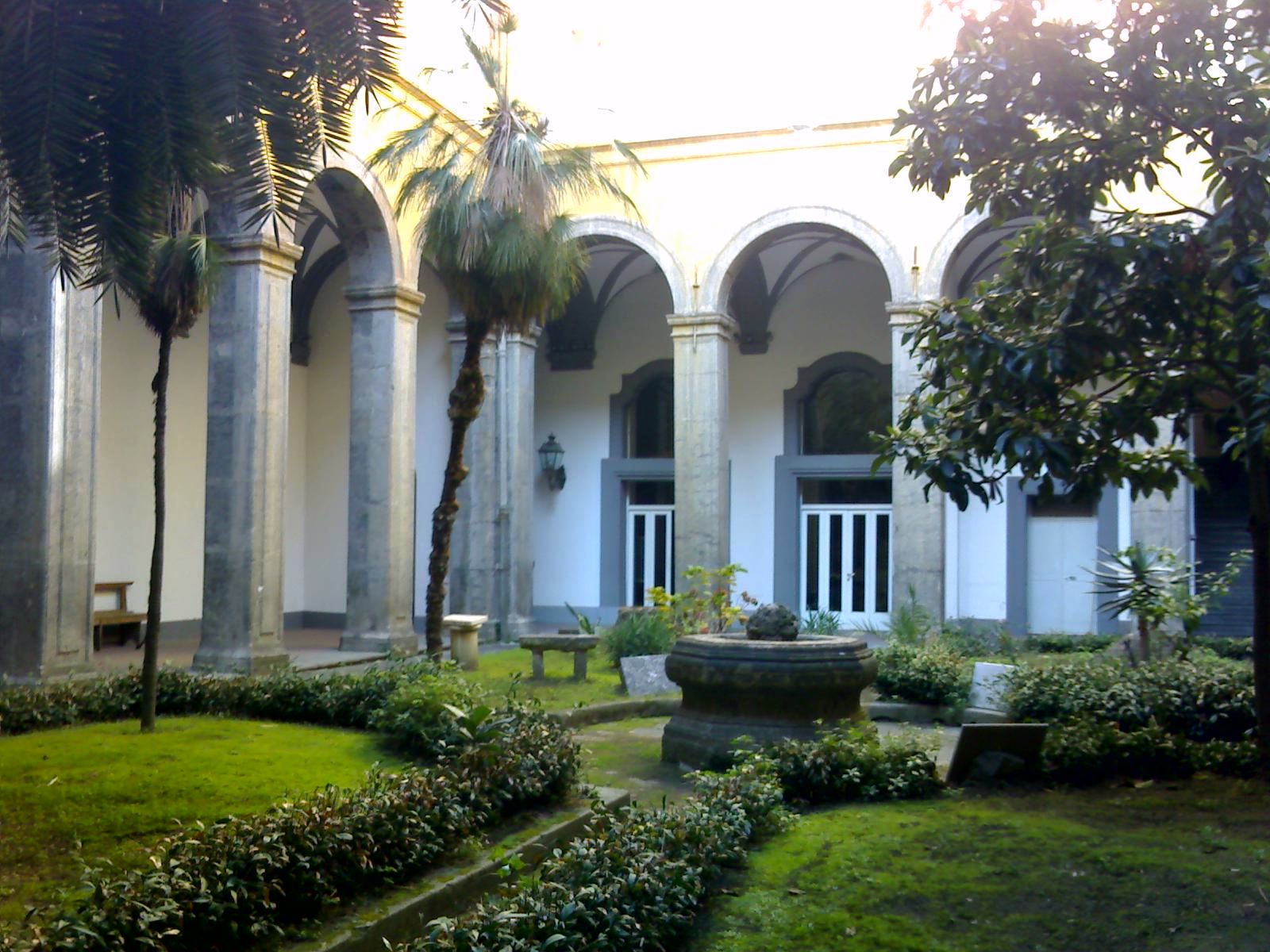
Claustro menor.

El Conservatorio fue fundado en 1806 por la unificación de cuatro instituciones musicales nacidos en los orfanatos de "Santa María de Loreto", "la Piedad de los Turchini", "Sant'Onofrio a Capuana" y "los pobres de Jesucristo". En estas instituciones, a partir del siglo XVI, se había comenzado a educar en la catequesis y el canto a los niños abandonados. 
El más antiguo fue el Conservatorio de "Santa María de Loreto" (1537), entre cuyos estudiantes figuran Francesco Durante, Domenico Cimarosa y Nicola Porpora. Fernando IV de Borbón decretó su cierre en 1797, transformándolo en un hospital militar. 
Los conservatorios de la "Piedad Turchini" y de "Sant'Onofrio a Capuana" nacieron de las cofradías religiosas del siglo XVII, y entre los alumnos incluidos figuran Francesco Provenzale, Giovanni Paisiello y Gaspare Spontini. 
El conservatorio de "los pobres de Jesucristo" fue fundado en 1589 por una terciaria franciscana y fue suprimido en 1774 después de fuertes disturbios. Ahí estudiaron Alessandro Scarlatti y Giovanni Battista Pergolesi. 
"La piedad de los Turchini" (el nombre viene del color de los uniformes de los Orfanelli) fue la última institución en sobrevivir y dio la bienvenida a los estudiantes de los otros que se cerraron. Bajo la dirección de Giovanni Paisiello, que decidió trasladar la sede al convento de San Sebastián y la nueva institución fue denominada Real Colegio de Música. En 1826, por orden de Francisco I, fue trasladado a su sede actual. Entre sus directores figuran Gaetano Donizetti, Saverio Mercadante y Francesco Cilea.

## Museo histórico y biblioteca
El museo histórico de la Academia tiene una excelente colección de cuadros de músicos famosos, entre los que destacan son los de Gioachino Rossini por Doménico Morelli, el de Richard Wagner por Francesco Saverio Altamura y el de Saverio Mercadante por Fancesco Palizzi.

## Didáctica

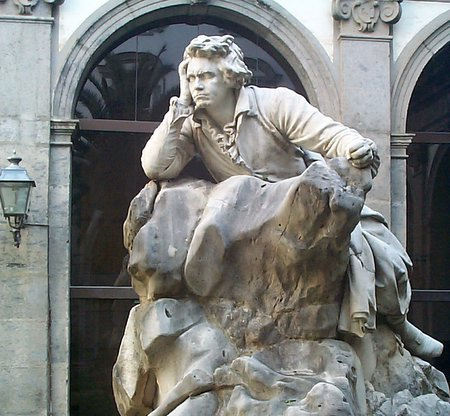
Estatua de Beethoven.

Estos son los cursos principales impartidos en el conservatorio:
| - Canto Lírico - Guitarra - Clarinete - Clavicémbalo - Composición - Composición experimental - Contrabajo - Corno inglés - Dirección de orquesta - Fagot - Flauta traversa y flauta dulce | - Mandolina - Jazz - Oboe - Pianoforte - Percusiones - Trompa - Trombón - Viola - Violín - Violonchelo |